# Miguel Ángel Ponce
Miguel Ángel Ponce Briseño est un footballeur mexicain né le 12 avril 1989 à Sacramento. Il évolue au poste de défenseur avec le Club Necaxa en prêt de Chivas de Guadalajara.
Miguel Ángel Ponce a atteint la finale de la Copa Libertadores 2010 avec le club des Chivas de Guadalajara.

## Palmarès

### En équipe nationale
- Équipe du Mexique olympique
  - Vainqueur des Jeux Panaméricains en 2011
    - Vainqueur du Tournoi de Toulon en 2012
      - Vainqueur du Tournoi masculin de football aux Jeux olympiques d'été de 2012

### En club
- Chivas de Guadalajara
  - Finaliste de la Copa Libertadores 2010